# Мэтлок, Глен
Глен Мэ́тлок (англ. Glen Matlock; род. 27 августа 1956, Лондон, Англия) — британский бас-гитарист, наиболее известен в качестве участника оригинального состава панк-группы Sex Pistols. Барабанщик группы Пол Кук заявил, что Мэтлок написал значительную часть музыки и большинство текстов, в то время как вокалист Джонни Роттен сделал некоторые их корректировки. Официально Мэтлоку причислено соавторство 10 из 12 песен на альбоме Never Mind the Bollocks, Here's the Sex Pistols. Он также продолжает писать свою собственную музыку и проводит турне с различными группами, в том числе и с Sex Pistols.

## Биография
Мэтлок покинул Sex Pistols в конце февраля 1977 года. Официально причиной изгнания его из группы менеджером Малькольмом Маклареном ставилась его любовь к группе The Beatles, хотя Мэтлок заявлял, что это всего лишь легенда. В автобиографии он заявил, что покинул группу по его собственной инициативе. В документальном фильме 2000 «Грязь и ярость» говорилось о том , что члены группы в целом согласны, что между Мэтлоком и Роттеном постоянно были напряжённые отношения, что и явилось причиной ухода первого. Во всех интервью Джонни заявляет о том, что они с Гленом являются хорошими друзьями и не обращают внимание на старые обиды.
После ухода он вместе с Стивом Нью (гитара), Миджом Юром (вокал) и Расти Иганом (ударные) сформировал коллектив The Rich Kids, подписав контракт с заклятыми врагами Sex Pistols компанией EMI Records в начале 1977 года. Песня «Rich Kids» попала в Top 25 уже в следующем году; а в августе 1978 года также выпустили альбом Ghosts of Princes in Towers и вскоре после этого распались.
После ухода Мэтлока из Sex Pistols ему на замену в группу был принят Сид Вишес, с которым после распада «пистолз» он один раз выступил в специально созданном коллективе Vicious White Kids, где Мэтлок был басистом, Вишес — лид-вокалистом, Стив Нью — гитаристом и Рэт Скэбис (The Damned) — барабанщиком. Концерт вышел на CD лишь в 1993 году.
В 1979 году Глен провёл гастроли с Игги Попом в рамках тура по случаю выхода его альбома Soldier, на котором он записывался, играя на басу, и написал для него трек «Ambition». Позднее в восьмидесятых годах у Глена были времена застоя. Он много раз предпринимал тщетные попытки создать собственную группу.
В 1995 году он, наконец, выпустил свой сольный альбом Who’s He Think He Is When He’s At Home, а год спустя был приглашён другими бывшими участниками Sex Pistols для проведения огромного мирового турне Filthy Lucre Tour. Позднее он ещё 4 раза выступал в составе Sex Pistols, проведя концерты по случаю юбилейных дат и 2 концертных турне. С 2001 по 2005 Глен был членом «супергруппы» Dead Men Walking, в которую входили члены коллектива The Cult, Stray Cats и The Alarm. Группа издала два концертных альбома. Позднее Мэтлок создал свою собственную группу The Philistines, в которую помимо него вошли Стив Нью, Tony Barber (Buzzcocks), Крис Масто (Johnny Thunders) и Рей Макуэйн (The Professionals). В 2010 году Мэтлок был принят в качестве бас-гитариста в воссоединившуюся группу The Faces. Он публично высказался против Brexit.